# 岸福治
岸 福治（きし ふくじ、1891年4月30日 - 1949年7月10日）は、日本の海軍軍人。最終階級は海軍中将。

## 経歴
群馬県出身。岸保五郎の三男として生れる。1912年7月、海軍兵学校（40期）を卒業し、翌年12月、海軍少尉任官。「満州」分隊長などを経て、海軍大学校航海学生となる。「野島」「長良」の各航海長などを歴任し、1925年11月、海軍大学校（甲種23期）を卒業した。
「鬼怒」航海長、軍令部第1班第1課参謀、「春日」教官、「八雲」副長、「室戸」「名取」の各艦長、海軍航海学校教頭、「扶桑」艦長などを経て、1939年11月、海軍少将に進級。第4艦隊参謀長、軍令部出仕などを務めた。
太平洋戦争には第9戦隊司令官として出征。第8戦隊司令官を経て、1943年5月、海軍中将となった。以後、海上護衛参謀長、第1海上護衛隊司令官、第1護衛艦隊司令長官、第7艦隊司令長官兼第1護衛艦隊司令長官、軍令部出仕を歴任し、1945年9月、予備役に編入された。
1947年11月28日、公職追放の仮指定を受けた。1949年に死去した。

## 栄典
- 1914年（大正3年）1月30日 - 正八位[2]
- 1916年（大正5年）1月21日 - 従七位[3]
- 1919年（大正8年）1月10日 - 正七位[4]
- 1929年（昭和4年）6月1日 - 正六位[5]